# Hypsophila haberhaueri
Hypsophila haberhaueri är en fjärilsart som beskrevs av Otto Staudinger 1882. Hypsophila haberhaueri ingår i släktet Hypsophila och familjen nattflyn. Inga underarter finns listade i Catalogue of Life.